# Сикка (округ)
Сикка (англ. Sikka) ― округ в составе индонезийской провинции Восточная Нуса-Тенгара. Расположен на острове Флорес и нескольких более мелких островах, расположенных у его побережья. На западе граничит с округом Энде, на востоке ― с округом Восточный Флорес той же провинции. Площадь 1675,36 км², население, по данным переписи 2020 года — 321 953 человека. Официальная оценка на середину 2024 года составляла 346 614 человек (в том числе 168 616 мужчин и 177 998 женщин). Административный центр — Маумере.